# Christophe Pognon
Christophe Pognon (* 11. Oktober 1977 in Cotonou) ist ein ehemaliger beninischer Tennisspieler.

## Werdegang
Pognon konnte sich nie auf einer höheren Profiebene wie etwa der ATP Challenger Tour durchsetzen. Auch für Grand-Slam-Turniere qualifizierte er sich nie.
Er nahm durch eine Wildcard im Jahr 2000 bei den Olympischen Spielen in Sydney teil. In der ersten Runde der Einzelkonkurrenz traf er dabei auf den Brasilianer Gustavo Kuerten, dem er mit 1:6, 1:6 unterlegen war.
Pognon bestritt zwischen 1994 und 2011 insgesamt 37 Begegnungen für die beninische Davis-Cup-Mannschaft. Er hält mit 18 Siegen den Landesrekord der meisten Siege im Davis-Cup-Einzel.